# Dino Buzzati
Dino Buzzati Traverso (San Pellegrino di Belluno, 16 ottobre 1906 – Milano, 28 gennaio 1972) è stato uno scrittore, giornalista, pittore, drammaturgo, librettista, scenografo, costumista e poeta italiano.
Fin da studente collaborò al Corriere della Sera come cronista, redattore e inviato speciale.
Autore di un grande numero di romanzi e racconti surreali e fantastici, tanto da esser stato a più riprese definito il "Kafka italiano", viene considerato, insieme a Italo Calvino, Tommaso Landolfi e Juan Rodolfo Wilcock, uno dei più grandi scrittori fantastici del Novecento italiano: il suo libro più noto è Il deserto dei Tartari, romanzo del 1940.

## Biografia
Della famiglia Buzzati Traverso si hanno dettagliate notizie grazie alle ricerche di Luigi Alpago Novello, storico bellunese, nonché amico del padre di Dino.
I Buzzati avevano lontane origini ungheresi, in quanto i loro antenati si erano stabiliti a Bribano, paese non troppo distante da Belluno, per sfuggire a un'epidemia scoppiata a Budapest nel Quattrocento. Qui furono detti Budàt ("da Buda") ma successivamente, per influsso del dialetto bellunese, divennero Buzat e infine Buzzati.
Per generazioni i membri della famiglia furono artigiani del ferro e si specializzarono nella produzione di armi e utensili, specialmente seghe (come testimoniato dallo stemma, raffigurante la lama di una sega). Il primo membro degno di nota fu Girolamo Brandimarte (1737-1817) che si trasferì a Belluno dove svolse la professione di notaio.
Nel 1870 la famiglia acquistò la villa di San Pellegrino.
Il secondo cognome fu aggiunto in tempi più recenti (1917) per disposizione testamentaria del conte Cesare Traverso, il quale aveva adottato la nonna paterna di Dino, Angelina Rossi, rimasta orfana.

### Infanzia e studi
Dino Buzzati Traverso nacque nella villa di famiglia di San Pellegrino, una località alle porte della città di Belluno, il 16 ottobre del 1906. Il padre, Giulio Cesare Buzzati (1862-1920), era un celebre giurista appartenente ad un'illustre famiglia bellunese di remote origini ungheresi, mentre la madre, Alba Mantovani (1871-1961), veneziana, era la figlia del medico Pietro Mantovani e della nobildonna Matilde Badoer. È il terzogenito di quattro fratelli: Augusto Buzzati (1903-?), che diverrà ingegnere, Angelina Buzzati (1904-2004, poi moglie di Giuseppe Ramazzotti) e Adriano Buzzati Traverso (1913-1983), biologo genetista.
La famiglia Buzzati trascorre le estati nella villa di Belluno e il resto dell'anno a Milano, dove il padre — docente di diritto internazionale — lavora alla neonata Università commerciale Luigi Bocconi, dividendosi tra questa e l'insegnamento alla più antica Università di Pavia. La villa di famiglia e la biblioteca furono fondamentali nella formazione dello scrittore. Nei primi anni della sua infanzia lo scrittore mostra una grande attenzione e sensibilità per le arti figurative e per la musica, imparando a suonare a dodici anni il pianoforte e il violino, abbandonando però in seguito gli studi. Connaturato alla crescita di Buzzati è anche l'amore per la montagna, che lo porterà a scalare e a sognare le montagne per tutta la vita.
Dopo i primi anni, e dopo la morte del padre, a quattordici anni, Buzzati s'iscrive al liceo classico Giuseppe Parini di Milano, dove conosce Arturo Brambilla; i due stringono amicizia e si cimentano anche in duelli di scrittura. Con lui inizierà una fitta corrispondenza che continuerà sino alla prematura morte di Brambilla. In questi anni Buzzati scopre l'interesse per la cultura egizia (nelle lettere con Brambilla si firmerà a lungo Dinubis) e per Arthur Rackham. Terminati gli studi superiori, Buzzati inizia a mostrare il desiderio di scrivere un romanzo. S'iscrive a giurisprudenza per assecondare la volontà della famiglia e il 10 ottobre 1928 si laurea con una tesi dal titolo La natura giuridica del Concordato.

Dino Buzzati fotografato in Via Solferino (Milano), sede del Corriere della Sera

### Carriera giornalistica
Sempre nel 1928, a luglio, entra come praticante al Corriere della Sera, del quale diverrà in seguito redattore e infine inviato.
Il 27 marzo 1933 pubblica sul Corriere il suo primo elzeviro, Vita e amori del cavalier rospo. Il Falstaff della fauna, che non è gradito da alcune grandi firme del giornale. Nonostante ciò, Buzzati continuerà per tutta la sua vita a scrivere elzeviri originali e di alta qualità letteraria.
Tra il 1935 e il 1936 si occupa del supplemento mensile La Lettura. Incomincia soprattutto in questi anni a dedicarsi alla scrittura di racconti brevi, pubblicati anche sulle pagine del Corriere. Nel 1940, anno di uscita de Il deserto dei Tartari, è inviato di guerra ad Addis Abeba per il Corriere. Il giornalista è imbarcato su varie unità della Regia Marina italiana e scrive molte corrispondenze di guerra, che verranno raccolte nel 1992 nel volume Il buttafuoco: cronache di guerra sul mare.
Dal gennaio all'estate del 1942 Buzzati soggiorna in incognito a Messina, come inviato di guerra e operatore militare nella base della Marina di Marisicilia, con il compito di compilare un manuale tecnico "sulla nostra attuale guerra navale", un lavoro di "grande responsabilità e mole". L'opera non verrà mai portata a termine.
Nel periodo della Repubblica Sociale Italiana prosegue la sua attività al Corriere della Sera, controllato dal regime. Il 26 aprile 1945 è suo l'editoriale di prima pagina Cronaca di ore memorabili, narrazione e commento dell'avvenuta Liberazione, il giorno precedente.
Dal 1945 sino alla morte scrive articoli di cronaca nera, il settore giornalistico che predilige. I numerosi pezzi giornalistici dedicati da Buzzati agli omicidi e alle tragedie italiane (e non solo) saranno raccolti da Lorenzo Viganò e pubblicati nel 2002 in un cofanetto di due volumi dal titolo La «nera» di Dino Buzzati. Parallelamente alla cronaca nera si dedica alla cronaca bianca, alla cronaca sportiva (principalmente all'alpinismo e allo sci, come è testimoniato dai pezzi raccolti nel libro postumo I fuorilegge della montagna) e soprattutto alla Terza pagina.
Nel 1949 è inviato dal Corriere al seguito del Giro d'Italia, all'epoca la manifestazione sportiva più seguita nella penisola. Gli articoli scritti in quell'occasione saranno pubblicati in un libro postumo del 1981, Dino Buzzati al Giro d'Italia.
Dal 1950 al 1963 è vicedirettore della Domenica del Corriere. In realtà è un direttore ombra: è lui infatti a guidare i collaboratori del periodico e a occuparsi dell'impaginazione, della grafica, dei titoli, degli argomenti da trattare (sport, cinema, musica leggera, TV, politica). Nelle sue mani il settimanale incrementa eccezionalmente le vendite, sfiorando non poche volte il milione di copie. Come Giorgio Bocca, sostenne la tesi della catastrofe naturale per il disastro del Vajont.
Nei primi anni sessanta è inviato del giornale per brevi periodi in Giappone, a Gerusalemme, a New York e Washington, in India, a Praga. Alcuni degli articoli scritti durante questi viaggi saranno inclusi in Cronache terrestri, una raccolta di un centinaio di brani giornalistici di vario genere (cronaca, sport, cultura, società), pubblicata poco dopo la morte dell'autore. Quelli scritti in occasione del viaggio di Paolo VI a Gerusalemme verranno raccolti invece in Con il papa in Terrasanta (2014).
Nello stesso periodo inizia a occuparsi stabilmente d'arte, fino ad assumere nel 1967 l'incarico di critico d'arte del Corriere (anche se, per sua stessa ammissione, le sue non sono vere e proprie critiche, bensì resoconti sulle principali novità artistiche, narrate con una lingua semplice e priva di tecnicismi).
Nel 1965 Buzzati scrive una serie di articoli dal titolo In cerca dell'Italia misteriosa, nei quali si occupa di eventi all'apparenza paranormali, visioni, apparizioni e fatti di spiritismo dell'Italia del dopoguerra. I dieci articoli e altri scritti dello stesso genere verranno raccolti nel volume I misteri d'Italia, uscito postumo nel 1978.
L'attività giornalistica di Buzzati verrà apprezzata soprattutto dopo la sua morte, con la pubblicazione di numerose antologie dedicate alle varie tipologie del suo giornalismo. La principale caratteristica dei suoi servizi ed elzeviri è sicuramente quella di trasformare dei semplici fatti di cronaca in racconti fantastici e poetici, dando vita a un sapiente connubio tra giornalismo e letteratura.

Francobollo emesso nel 2006 che ne celebra il centenario della nascita

### Carriera letteraria
Nel 1933 esce il suo primo romanzo, Bàrnabo delle montagne, al quale segue dopo due anni Il segreto del Bosco Vecchio. Da entrambe le opere saranno tratti film per opera di registi italiani: il primo girato da Mario Brenta nel 1994, il secondo da Ermanno Olmi nel 1993. Alla fine degli anni trenta Buzzati inizia a pubblicare racconti fantastici e surreali sul Corriere e su altre testate giornalistiche. Il 9 giugno 1940 Buzzati pubblica il suo più grande successo, Il deserto dei Tartari, scritto l'anno precedente (il titolo originale doveva essere La fortezza, poi cambiato su suggerimento di Leo Longanesi, che lo pubblica da Rizzoli), dal quale nel 1976 Valerio Zurlini trarrà il film omonimo. Nel 1949 il romanzo esce in Francia e riscuote un lusinghiero successo.
Nel 1942 Buzzati pubblica I sette messaggeri, volume che raccoglie i suoi migliori racconti, usciti negli anni precedenti su varie riviste e giornali. Negli anni seguenti lo scrittore pubblicherà prevalentemente raccolte di racconti fantastici: del 1949 è Paura alla Scala e del 1954 Il crollo della Baliverna. Da queste prime tre raccolte Buzzati estrarrà i racconti più rappresentativi e, insieme ad altri testi, li pubblicherà nel volume Sessanta racconti (1958), che vincerà il Premio Strega. Sempre nel 1958 pubblica Esperimento di magia. 18 racconti. Non mancano in questo periodo pubblicazioni di altro genere: un romanzo per bambini illustrato dallo stesso autore (La famosa invasione degli orsi in Sicilia, 1945), una raccolta di racconti e riflessioni brevissime (In quel preciso momento, 1950), un libro di valutazioni satiriche (Egregio signore, siamo spiacenti di…, 1960, con illustrazioni di Siné).
A cavallo tra gli anni quaranta e cinquanta inoltre Buzzati inizia a scrivere per il teatro, ideando drammi, commedie, farse e monologhi: del 1953 è il suo unico vero successo in questo campo, Un caso clinico, commedia tratta dal racconto Sette piani e riproposta qualche anno dopo anche al pubblico parigino nella traduzione di Albert Camus. Le opere successive non riscuoteranno un effettivo successo di pubblico ma risultano degli ottimi testi, in grado di mostrarci le varie sfumature della poetica dell'autore, in questo caso prevalentemente satirica: Drammatica fine di un noto musicista (1955), Sola in casa (1958), Un verme al Ministero (1960), I suggeritori (1960), La colonna infame (1962) e altri.
Nel 1960 Buzzati torna alla forma del romanzo e pubblica Il grande ritratto, che riscuote molto successo dal punto di vista tematico, meno da quello letterario: viene affrontato il tema della femminilità, novità rispetto alle tematiche affrontate fino ad allora dall'autore. Esso anticipa il più famoso Un amore (1963), incentrato su una tormentata storia sentimentale, nella quale si riconoscono alcune vicende autobiografiche dello scrittore. Dal romanzo verrà tratto l'omonimo film (1965) di Gianni Vernuccio.
Nel 1965 il narratore pubblica le sue uniche opere poetiche: Il capitano Pic e altre poesie, Scusi, da che parte per Piazza del Duomo? e Tre colpi alla porta. Le ultime due saranno raccolte due anni dopo in Due poemetti di Neri Pozza editore, l'intera produzione poetica nel 1982. Questi componimenti dimostrano l'estrema versatilità letteraria di Buzzati, che trova nella poesia e nel verso libero un mezzo per esprimere le sue consuete tematiche in maniera del tutto originale.
Nel 1966, dopo otto anni, esce una nuova raccolta di racconti, Il colombre e altri cinquanta racconti, seguita due anni dopo da La boutique del mistero, che raccoglie trentuno storie estrapolate da tutte le precedenti raccolte: è chiara l'intenzione di Buzzati di raccogliere il meglio della sua produzione novellistica.
Le ultime opere dello scrittore bellunese sono il discusso e celebre Poema a fumetti (1969), a seguito del quale gli è conferito il prestigioso premio Amelia 1970, opera a metà tra un romanzo e un fumetto, che rielabora il mito di Orfeo ed Euridice in chiave pop, Le notti difficili (1971), una raccolta di racconti ed elzeviri incentrati sulla morte, e I miracoli di Val Morel (1971), una raccolta di dipinti e brevi commenti imperniati su dei finti miracoli, che nell'invenzione dell'autore sarebbero stati attribuiti a santa Rita dalla tradizione popolare e ispirati alla località di Valmorel di Limana.
Numerose sono le opere postume, che raccolgono per lo più racconti mai pubblicati in volume durante la vita dell'autore ed estratti dalle copie originali del Corriere e di altre testate, tra cui Il reggimento parte all'alba (1985), Lo strano Natale di Mr. Scrooge e altre storie (1990), Bestiario (1991), Le cronache fantastiche di Dino Buzzati (2003), Il panettone non bastò (2004), I fuorilegge della montagna (2010) e Il bestiario di Dino Buzzati (2015). Sono stati editi inoltre dei libri che assemblano opere già pubblicate da Buzzati durante la sua vita: Romanzi e racconti (1975), 180 racconti (1982), Le poesie (1982), Teatro (1980, accresciuto nel 2006), Il meglio dei racconti (1990), Opere scelte (1998), I capolavori di Dino Buzzati (2005).

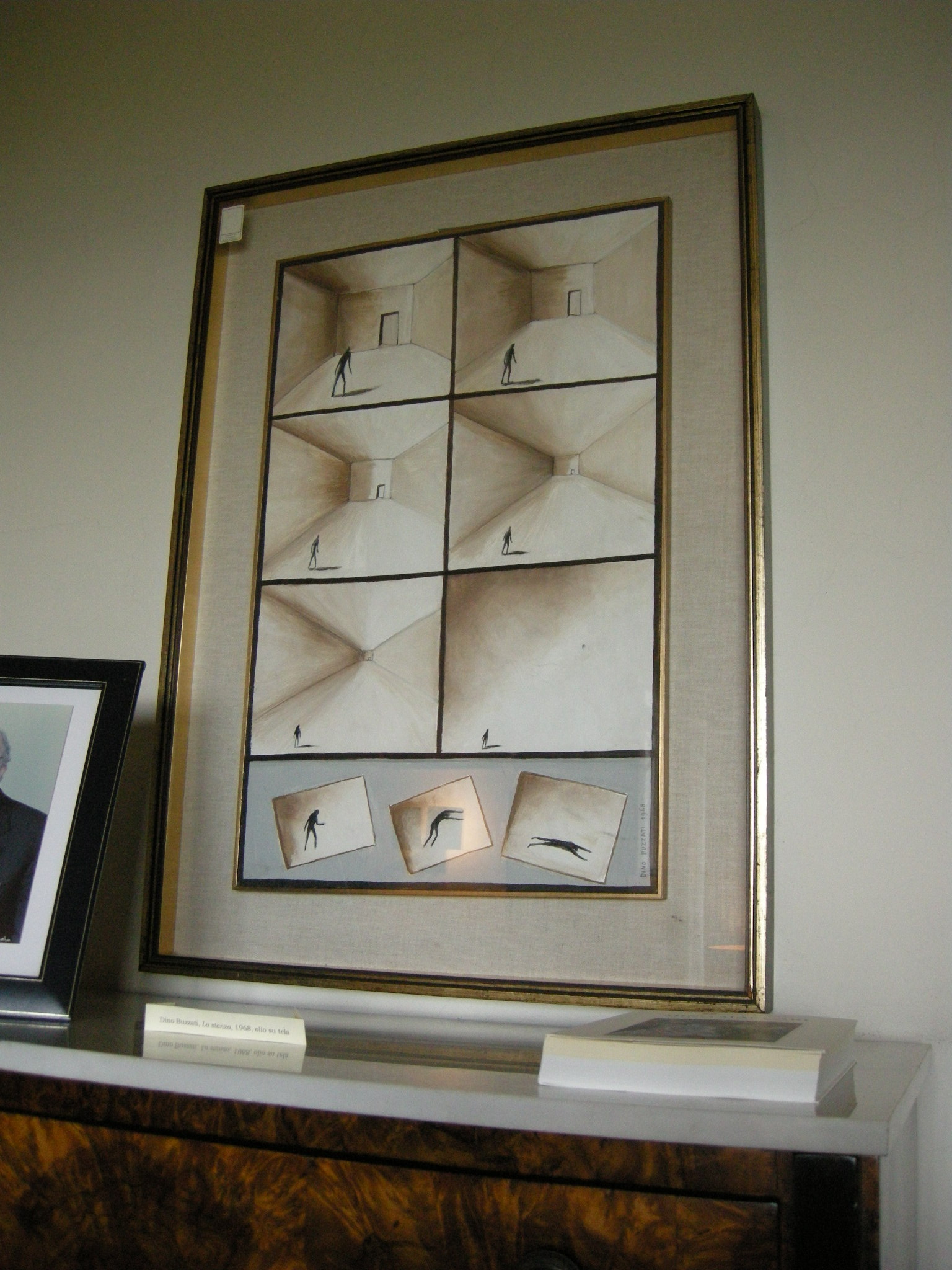
Un dipinto di Buzzati: La stanza (1968, olio su tela, 70x45). Il quadro è suddiviso in vari riquadri che corrispondono ai vari momenti della narrazione.

### Carriera artistica
Più che uno svago la pittura fu per Dino Buzzati un secondo mestiere, tanto che arrivò a dichiarare: «Sono un pittore il quale, per hobby, durante un periodo purtroppo alquanto prolungato, ha fatto anche lo scrittore e il giornalista». Le opere pittoriche di Buzzati sono fortemente legate alle atmosfere e alle situazioni dei suoi romanzi e dei suoi racconti: lo stesso autore definì i suoi quadri "storie dipinte", sottolineando con questa espressione la forte carica narrativa delle tele, che spesso presentano scritte fumettistiche o sono divise, proprio come la pagina di un fumetto, in vari riquadri, ognuno dei quali sta a rappresentare un "momento" dell'azione.
Già da bambino Dino disegna molto, soprattutto le sue amate montagne, ma anche soggetti fantastici. Negli anni venti e trenta dipinge alcune tele (Romantica, Il lampione, Primo amore), ma l'occasione di mostrare al pubblico le sue qualità di disegnatore arriva solo nel 1945, quando produce per il romanzo La famosa invasione degli orsi in Sicilia numerosi disegni colorati. È nel 1952 però che dipinge il suo quadro più famoso, Piazza del Duomo di Milano, nel quale il Duomo è raffigurato come una montagna dolomitica con guglie e pinnacoli, circondata da pascoli verdi.
L'attività pittorica di Buzzati diventa rilevante a partire dal 1957, anno in cui inizia a produrre con regolarità numerosi dipinti e disegni di vario genere. Le tematiche dei suoi primi dipinti sono quelle tipiche delle altre opere, soprattutto dei racconti (il fantastico, il destino, l'attesa, il mistero), e lo stile richiama al simbolismo, alle illustrazioni di Arthur Rackham, alla pittura metafisica di De Chirico e al surrealismo. A questa prima fase appartengono Una fine del mondo (1957), Duello notturno (1957), Toc, toc (1957), Gli apriranno? (1958), Adieu (1958) e molti altri dipinti.
Negli anni sessanta Buzzati inizia a sostituire le precedenti tematiche con nuovi argomenti, come la sessualità e il delitto, e nuovi stili, che ricordano il fumetto nero italiano e la pop art. A queste novità si rifanno dipinti quali Il delitto di via Calumi (1962), La vampira (1965), Il circo Kroll (1965), Escalation (1966), Diabolik (1967), Laide (1967), L'urlo (1967), Un utile indirizzo (1968), ecc. Buzzati tuttavia non abbandona le precedenti tematiche: opere come Miraggio (1966), Il Babau (1967), Il vicario di Stinfeld (1967), Gli amici di mezzanotte (1967) ci mostrano personaggi e creature fantastiche, colori più freddi, che richiamano alle atmosfere immaginarie tipiche delle prime opere dello scrittore bellunese.
Le tematiche dell'erotismo, del delitto, della morte e degli sfondi pop ritornano nelle 208 tavole a colori del Poema a fumetti, un'opera singolare che rielabora il mito di Orfeo ed Euridice in chiave moderna. Il volume, edito da Mondadori, esce nel 1969, vende benissimo e nel 1970 vince il premio Paese Sera. La critica, anziché dare un giudizio netto, è piuttosto spaesata: il connubio tra letteratura e pittura che opera Buzzati, il forte erotismo e lo stile moderno appaiono ai più bizzarri e incompatibili con la precedente produzione dello scrittore. L'opera è considerata la prima graphic novel italiana e tra le prime nel panorama mondiale.
L'ultimo libro pubblicato dall'autore è I miracoli di Val Morel (1971), una raccolta di dipinti, accompagnati da brevi didascalie, che raffigurano degli immaginari ex voto compiuti nella finzione letteraria da Santa Rita. I dipinti rappresentano la summa dell'intera opera di Buzzati, poiché riprendono e ampliano tutte le tematiche da lui affrontate nel corso della carriera di romanziere e pittore: il destino, il fantastico, l'ironia, l'amore, la perversione, il delitto. L'opera verrà ristampata soltanto nel 2012.
Tra le opere postume dell'autore dedicate alla pittura il Catalogo dell'opera pittorica (2006) a cura di Nicoletta Comar, il più completo catalogo dei quadri di Buzzati, e Le storie dipinte (2013) a cura di Lorenzo Viganò, che include la riproduzione di cinquantatré dipinti narrativi, accompagnati da brevi didascalie.

### Altre attività
Accanto all'attività di scrittore, giornalista e pittore, Buzzati si dedicò alla musica operistica, dando vita a un sodalizio con il compositore e direttore di orchestra Luciano Chailly, per il quale scrisse quattro libretti. Curò personalmente le scenografie delle sue opere teatrali e dei drammi d'opera e lavorò come scenografo e costumista anche per opere non sue, come i balletti Jeu de cartes di Igor' Fëdorovič Stravinskij e Fantasmi al Grand Hotel di Luciano Chailly. A questa attività dello scrittore bellunese sono dedicati i cataloghi Maccari e Buzzati al Teatro alla Scala, mostra sesta a cura e con saggio di Giulio Carlo Argan (1990) e Buzzati alla Scala (2006) a cura di Vittoria Crespi Morbio.
Un'altra passione di Buzzati è stata quella dell'alpinismo e in particolare delle scalate su roccia. Molte sono le vie di roccia, anche difficili, da lui percorse sulle Dolomiti, spesso accompagnato da famose guide alpine divenute nel tempo suoi intimi amici (come Gabriele Franceschini). Le zone da lui più frequentate erano le Pale di San Martino e la Croda da Lago, a cui era particolarmente affezionato. Per quasi tutta la sua vita ha dedicato a questa attività il mese di vacanza in settembre, che trascorreva nella casa di famiglia a San Pellegrino di Belluno. Il suo amore per le montagne e per le scalate era tale che più volte ha raccontato e scritto che quasi tutte le notti a Milano sognava di arrampicare. Testimonianza della sua passione per la montagna è il cofanetto di due volumi I fuorilegge della montagna, pubblicato nel 2010 a cura di Lorenzo Viganò, che raccoglie articoli e racconti dedicati alle sue amate Dolomiti, all'alpinismo, a famosi scalatori e allo sci.
Nel campo artistico Buzzati, oltre a cimentarsi lui stesso nella produzione di dipinti, disegni e bozzetti, si occupa, soprattutto nell'ultimo decennio della sua vita, di critica e rassegna artistica. Negli anni 1960 viene nominato critico d'arte del Corriere della Sera, testata sulla quale pubblicherà centinaia di articoli, dedicati a svariate mostre, correnti e artisti (la pop art, Bacon, Klein). Alla tradizionale critica, con la quale il critico d'arte si poneva in una posizione di importanza e superiorità rispetto al lettore e lanciava accuse di qua e di là, Buzzati ne preferisce una più informale, che presenta al lettore le novità artistiche e le mostre pittoriche senza inserire negli articoli pretenziosi giudizi.
Interessanti anche le esperienze come sceneggiatore, che lo videro collaborare con Federico Fellini alla stesura de Il Viaggio di G. Mastorna, il progetto che il regista inseguì tutta la vita, e che non ebbe mai luce.
Sceneggiò inoltre Il pianeta acciaio di Emilio Marsili (1962), raffinatissimo documentario sull'Italsider.

### Matrimonio e morte
Buzzati si sposa nel dicembre del 1966 con la giovane Almerina Antoniazzi.
Muore di tumore al pancreas alla clinica "La Madonnina" di Milano il 28 gennaio 1972 (ne era morto anche il padre nel 1920). Nell'estate del 2010 le sue ceneri sono state disperse sulla Croda da Lago, nelle amate Dolomiti.

## Poetica, temi e problematiche
Con un tono narrativo fiabesco, Buzzati affronta temi e sentimenti quali l'angoscia, la paura della morte, la magia e il mistero, la ricerca dell'assoluto e del trascendente, la disperata attesa di un'occasione di riscatto da un'esistenza mediocre (Le mura di Anagoor, Il cantiniere dell'Aga Khan, Il deserto dei Tartari), l'ineluttabilità del destino (I sette piani) spesso accompagnata dall'illusione (L'uomo che volle guarire).
Il grande protagonista dell'opera buzzatiana è il destino, onnipotente e imperscrutabile, spesso beffardo (come ne Il deserto dei Tartari). Perfino i rapporti amorosi sono letti con quest'ottica di imperscrutabilità (Un amore). La letteratura di Buzzati appartiene al genere fantastico con molteplici spunti, talvolta con vicinanze al surrealismo, l'orrore e alla fantascienza (Il grande ritratto e alcuni racconti).
Momento centrale della sua narrativa è comunque Il deserto dei Tartari, nel quale il protagonista Giovanni Drogo, sottotenente di prima nomina, è mandato in una fortezza sperduta ai limiti del deserto, dove egli vive una sorta di iniziazione alla morte. La Fortezza Bastiani è un avamposto ai limiti dell'impero che si colloca in un contesto caratterizzato da una surreale assenza di definizioni spazio-temporali.
Il clima della Fortezza, coi suoi luoghi e le sue atmosfere sostanzialmente fuori del tempo e dello spazio, determina negli abitanti una specie di malattia psichica, una sorta di "morbo della Bastiani" che colpisce tutti. Drogo non tarda ad accorgersi che i giorni si snocciolano in una routine abitudinaria senza sbocchi e prospettive, in una ripetizione sterile di atti stereotipati. Gli spazi ristretti, le azioni limitate, la sua cameretta, l'ineliminabile stillicidio della cisterna, gli angoli e le scale, i suoni, le luci, le ombre, avevano fatto sì che egli incorporasse tutto ciò: «queste cose erano diventate sue».
Dopo due anni di permanenza, a Giovanni Drogo pare che tutto sia rimasto uguale, immobile nei suoi rituali da caserma. Nulla è cambiato, tutto si ripete e la noia avanza e invade tutto con le sue regole spesso assurde, persino i sonni sono scanditi dalle regole. Si tratta di una sorta di incantesimo, in cui però permane sempre l'illusione di essere stato mandato lì "per sbaglio" e che a sua richiesta potrebbe essere trasferito altrove in qualsiasi momento.
Ma egli ha momenti in cui torna prepotente la voglia di andarsene, con la certezza di poterlo fare quando vorrà. Un giorno decide di lasciare la Bastiani e va dal medico per farsi fare un certificato da allegare alla domanda di trasferimento. Il medico gli dice:
Mentre però il medico procede alla compilazione del certificato, Giovanni si accosta alla finestra e subisce una sorta di incantesimo. La fortezza gli appare improvvisamente grandiosa, immensa, con una sorta di sua perfezione geometrica, guerrieri immobili e bellissimi con le baionette inastate, poi trombe dai suoni squillanti e bellissimi. Rapidamente Drogo confronta tutto ciò con la città e se ne fa un'immagine di squallore e di piattezza, il cambiamento è repentino e la decisione stupefacente. All'«Ecco qua il certificato» del dottor Rovina egli risponde che non vuol più partire.
Questa scena rappresenta il momento di massima evidenza di quella malattia della Bastiani dalla quale Drogo è ormai contagiato. Tra le altre componenti, l'aspetto più rilevante di tale malattia è "l'attesa". Si attende l'invasione dei Tartari, ma nessun elemento oggettivo lascia pensare che essa avverrà mai. Drogo però a un certo momento si ammala veramente, nel fisico, di una malattia che lo consuma giorno per giorno e lo rende inabile, fino a diventare una larva umana ingombrante che dovrebbe lasciare la fortezza; egli tuttavia si oppone. Quando è ormai moribondo accade l'impensabile: i Tartari attaccano. È l'evento tanto atteso, ma è troppo tardi.

### Lo stile kafkiano e le recensioni
Sebbene gli scritti di Buzzati siano stati categorizzati dalle recensioni contemporanee, erroneamente, come "novellette" fra la cronaca e la favola (lo stesso Buzzati, nel Viaggio agli inferni del secolo, confutava quest'ipotesi esclamando: "I critici si sa, una volta che hanno messo un artista in una casella, ce ne vuole a farli cambiare parere"), l'autore fa ricorso frequente a elementi tradizionalmente magico-realistici.

I giudizi che lo indispettivano maggiormente erano quelli che lo accusavano di un'emulazione di Kafka. A proposito di questo scrive:
Per fornire una risposta alle difficoltà e ai fraintendimenti che si affacciavano durante l'analisi stilistica di Buzzati, egli fece pubblicare la raccolta di aforismi Egregio signore siamo spiacenti di..., in modo da chiarire le proprie intenzioni. Più tardi si rivelò anche utile la pubblicazione dell'Opera completa di Bosch, in cui l'autore tenta di far comprendere al lettore il suo discorso etico.

## Opere

### Romanzi
- Bàrnabo delle montagne, Milano-Roma, Treves-Treccani-Tumminelli, 1933 (poi Milano, Garzanti, 1949; Milano, Mondadori, 1979).
- Il segreto del Bosco Vecchio, Milano-Roma, Treves-Treccani-Tumminelli, 1935 (poi Milano, Garzanti, 1957; Milano, Mondadori, 1979).
- Il deserto dei Tartari, Milano, Rizzoli, 1940 (poi Milano, Mondadori, 1945).
- La famosa invasione degli orsi in Sicilia, Milano, Rizzoli, 1945 (poi Milano, Martello, 1958; Milano, Mondadori, 1977).
- Il grande ritratto, Milano, Mondadori, 1960.
- Un amore, Milano, Mondadori, 1963.

### Racconti e novelle
- I sette messaggeri, Milano, Mondadori, 1942.
- Paura alla Scala, Milano, Mondadori, 1949.
- In quel preciso momento, Vicenza, Neri Pozza, 1950; 2ª ed. accresciuta 1955; 3ª ed. Milano, Mondadori, 1963.
- Il crollo della Baliverna, Milano, Mondadori, 1954. Premio Napoli.[30]
- Esperimento di magia. 18 racconti, Padova, Rebellato, 1958.
- Sessanta racconti, Milano, Mondadori, 1958. premio Strega.[31]
- Egregio signore, Siamo spiacenti di..., con illustrazioni di Siné, Milano, Elmo, 1960; poi col titolo Siamo spiacenti di, Introduzione di Domenico Porzio, Milano, Mondadori, 1975.
- Il colombre e altri cinquanta racconti, Milano, Mondadori, 1966.
- La boutique del mistero, Milano, Mondadori, 1968.
- Le notti difficili, Milano, Mondadori, 1971.
- I campionissimi, Bursto Arstizio, De Piante Editore, 2023, ISBN 979-12-803-6249-0.

#### Edizioni scolastiche dei racconti
- L'uccisione del drago e altri racconti
- Il deserto dei Tartari e dodici racconti
- Il borghese stregato e altri racconti
- Il colombre e altri racconti

### Opere raccolte
- Romanzi e racconti[32], a cura di Giuliano Gramigna, Collana I Meridiani, Milano, Mondadori, 1975. [edizione esaurita]
- Opere scelte, a cura di Giulio Carnazzi, Collana I Meridiani, Milano, Mondadori, 1998.
- I capolavori[33], a cura di Giulio Carnazzi, Milano, Mondadori, 2005, ISBN 88-04-54995-5.

#### Raccolte postume
- 180 racconti, Presentazione di C. Della Corte, Milano, Mondadori, 1982.
- Il reggimento parte all'alba, Prefazione di Indro Montanelli e uno scritto di Guido Piovene, Milano, Frassinelli, 1985; a cura di Lorenzo Viganò, Milano, Henry Beyle, 2018.
- Il meglio dei racconti, a cura di Federico Roncoroni, Milano, Mondadori, 1990.
- Lo strano Natale di Mr. Scrooge e altre storie, a cura di Domenico Porzio, Milano, Mondadori, 1990.
- Bestiario, a cura di Claudio Marabini, Milano, Mondadori, 1991.
- Le cronache fantastiche di Dino Buzzati, 2 volumi (I. Delitti, II. Fantasmi), a cura di L. Viganò, Milano, Mondadori, 2003.
- Il panettone non bastò. Scritti, racconti e fiabe natalizie, a cura di L. Viganò, Milano, Mondadori, 2004.
- Il «Bestiario» di Dino Buzzati, 2 volumi (I. Cani, gatti e altri animali, II. L'alfabeto dello zoo), a cura di L. Viganò, Collana Oscar scrittori moderni, Milano, Mondadori, 2015, ISBN 978-88-046-5190-1.

### Scritti giornalistici
- Cronache terrestri, a cura di Domenico Porzio, Milano, Mondadori, 1972.
- Il delitto all'italiana. 18 cronache "nere" e undici disegni, Prefazione di Franco Di Bella, Milano, Mondadori, 1977.
- I misteri d'Italia, Milano, Mondadori, 1978.
- Dino Buzzati al Giro d'Italia, a cura di Claudio Marabini, Milano, Mondadori, 1981.
- Cronache Nere, a cura di Oreste Del Buono, Roma-Napoli, Theoria, 1984.
- Le montagne di vetro, a cura di Enrico Camanni, Collana I cristalli di Alp, Torino, Vivalda, 1989, ISBN 978-88-780-8203-8.
- Il buttafuoco. Cronache di guerra sul mare, Milano, Mondadori, 1992.
- La «nera» di Dino Buzzati (2 volumi: I. Crimini e misteri, II. Incubi), a cura di L. Viganò, Milano, Mondadori, 2002.
- Sulle Dolomiti. Scritti dal 1932 al 1970, a cura di M. A. Ferrari, Rozzano, Editoriale Domus, 2005.
- I fuorilegge della montagna (2 volumi: I. Uomini e Imprese alpinistiche, II. Scalate, Discese e Gare Olimpiche), a cura di L. Viganò, Milano, Mondadori, 2010.
- Con il Papa in Terrasanta, a cura di L. Viganò, Milano, Henry Beyle, 2014.

### Poesia
- Il capitano Pic e altre poesie, Vicenza, Neri Pozza, 1965 (poi in Le Poesie, Vicenza, Neri Pozza, 1982).
- Scusi, da che parte per Piazza del Duomo?, in G. Pirelli - C. Orsi, Milano, Milano, Alfieri, 1965 (poi in Due Poemetti, Vicenza, Neri Pozza, 1967; quindi in Le Poesie, cit.).
- Tre colpi alla porta, in "Il Caffè", n.5, 1965 (poi in Due Poemetti, cit.; quindi in Le Poesie, cit.).

### Teatro
- Piccola passeggiata, 1942.

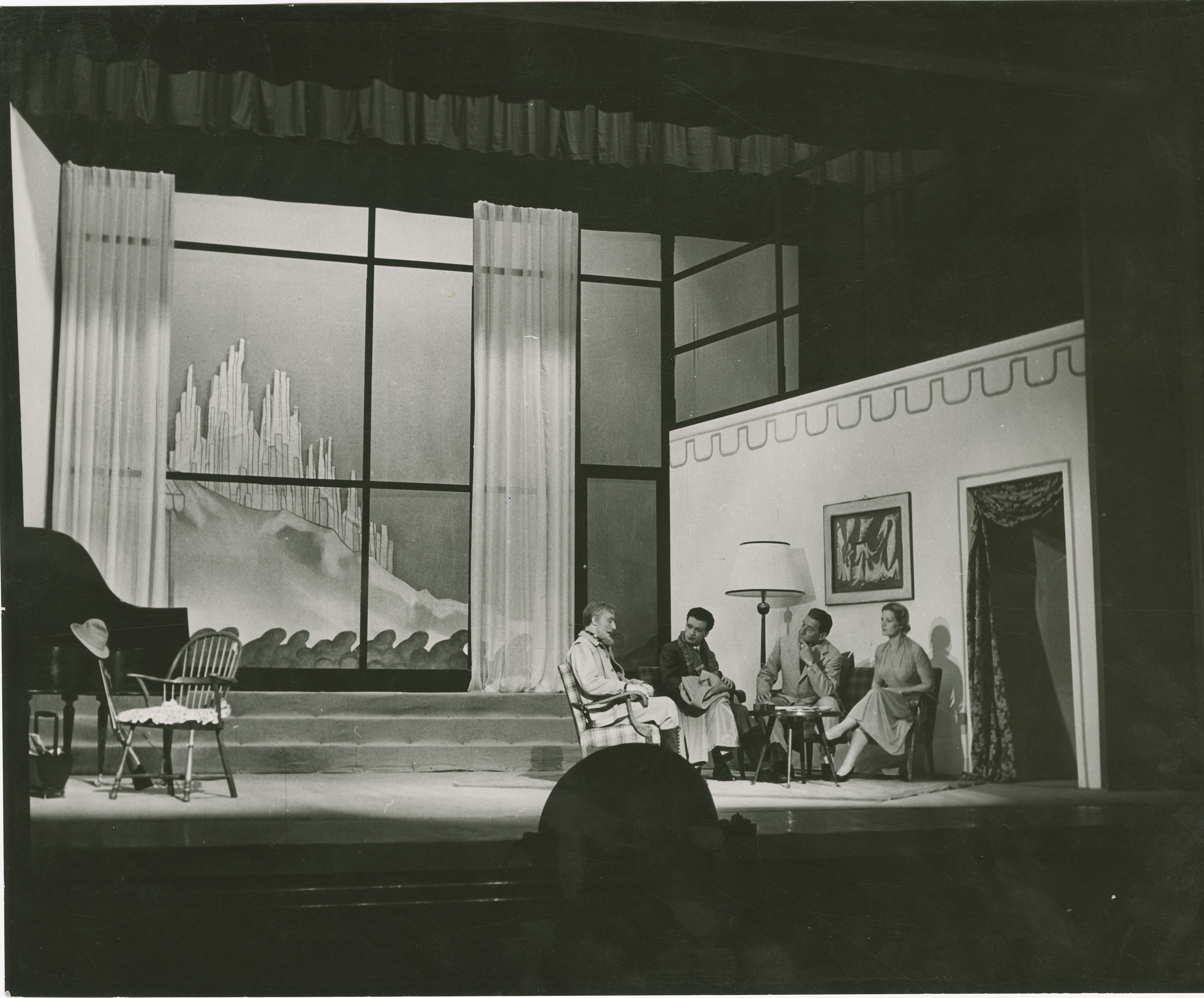
Mario Castellani, Nando Gazzolo, Carlo Ninchi e Laura Solari durante la rappresentazione della commedia Drammatica fine di un noto musicista nel 1955

- La rivolta contro i poveri, in «I quaderni di "Film"», 1946.
- Un caso clinico, Milano, Mondadori, 1953.
- Drammatica fine di un noto musicista, in «Corriere d'Informazione», 3-4 novembre 1955.
- Sola in casa, in «L'Illustrazione italiana», maggio 1958, pp. 75–80.
- Una ragazza arrivò..., 1959[34].
- Le finestre, in «Corriere d'Informazione», 13-14 giugno 1959.
- L'orologio, 1959.
- Un verme al Ministero, in «Il dramma», aprile 1960, pp. 15–48.
- Il mantello, in «Il dramma», giugno 1960, pp. 37–47.
- I suggeritori, in «Documento Moda 1960», Milano 1960.
- L'uomo che andrà in America, ne «Il dramma», giugno 1962, pp. 5–37.
- L'aumento, «Carte segrete», Roma 1972 (scritto nel 1962).
- La colonna infame, in «Il dramma», dicembre 1962, pp. 33–61.
- Spogliarello, 1964.
- La telefonista, «Sipario», 1992 (scritto nel 1964).
- La fine del borghese, Milano, Bietti, 1966.
- Teatro, a cura di Guido Davico Bonino, Milano, Mondadori, 1980 (ristampato nel 2006 con l'aggiunta di un testo inedito).

### Libretti per musica
- Ferrovia soprelevata, Bergamo, Edizioni della Rotonda, 1955 (poi Milano, Ferriani, 1960) (musica di Luciano Chailly).
- Procedura penale, Milano, Ricordi, 1959 (musica di Luciano Chailly).
- Il mantello, Milano, Ricordi, 1960 (musica di Luciano Chailly).
- Battono alla porta, Milano, Suvini-Zerboni, 1963 (musica di Riccardo Malipiero), Premio Italia.
- Era proibito, Milano, Ricordi,1963 (musica di Luciano Chailly).

### Cataloghi d'arte e altre opere grafiche
- Le storie dipinte, a cura di Mario Oriani e Adriano Ravegnani, Milano, All'insegna dei Re Magi, 1958 (poi con testo di Adriano Ravegnani, Milano, Il Libraio di Via Sant'Andrea, 1977, stampato su carta a mano Rusticus della Cartiera Miliani di Fabriano in 1000 copie; infine a cura di Lorenzo Viganò, Milano, Mondadori, 2013).
- Poema a fumetti, Milano, Mondadori, 1969.
- I miracoli di Val Morel, Milano, Garzanti, 1971 (1ª ed. nel catalogo Miracoli inediti di una santa, Milano, Edizioni del Naviglio, 1970; poi Per grazia ricevuta, Milano, GEI, 1983).
- Osvaldo Patani, Le gambe di Saint Germain, con acqueforti di Dino Buzzati, 1971.
- Maccari e Buzzati al Teatro alla Scala. Mostra sesta a cura di Giulio Carlo Argan. Bozzetti e figurini 1959-1973, Milano, Edizione Amici della Scala, 1990.
- Buzzati pittore, a cura di Raffaele De Grada, Milano, Giorgio Mondadori, 1992.
- Dino Buzzati. La donna, la città, l'inferno, a cura di M. Ferrari, Treviso, Canova, 1997.
- Buzzati 1969: il laboratorio di "Poema a fumetti", a cura di Maria Teresa Ferrari, Milano, Mazzotta, 2002.
- Buzzati racconta. Storie dipinte e disegnate (catalogo della mostra, Milano, 15 novembre 2006-28 gennaio 2007), a cura di Maria Teresa Ferrari, Milano, Mondadori Electa, 2006.
- Buzzati alla Scala, a cura di Vittoria Crespi Morbio, Torino, Allemandi, 2006.
- Catalogo dell'opera pittorica, a cura di Nicoletta Comar, Gorizia, Edizioni della Laguna, 2006.

### Altri scritti
- Il libro delle pipe, in collaborazione con G. Ramazzotti e con disegni dell'autore, Milano, Antonioli, 1945 (poi Milano, Martello, 1966).
- Come fece Erostrato, in Quando l'Italia tollerava, a cura di G. Fusco, Roma, Canesi, 1965, pp. 101–106.
- I dispiaceri del re, illustrazioni di Gloria Leonetti, Torino, Stampatori, 1980 (poi, con illustrazioni di Annalisa Bertoldi, Milano, Mondadori, 1986).
- Lettere a Brambilla, a cura di Luciano Simonelli, Novara, De Agostini, 1985.
- La mia Belluno, a cura della Comunità Montana Bellunese - Assessorato alla cultura, 1992.
- Far pubblicare un romanzo. È più difficile o più facile di una volta?, a cura di G. Lucini, Milano, Henry Beyle, 2011.
- L'uomo che viveva di diritti d'autore, a cura di Lorenzo Viganò, Milano, Henry Beyle, 2013.
- Il golf, Milano, Henry Beyle, 2013.
- L'antiquario, Milano, Henry Beyle, 2014.

## Dipinti
Sono esclusi dall'elenco i dipinti meno famosi e le tele de I miracoli di Val Morel
- Romantica - Giovanotto triste con Dolomiti al tramonto (inchiostri di china su carta, 55x37), 1924.
- Sonata a Kreutzer (acrilico su tela), 1924.
- Primo amore, 1930.
- Piazza del Duomo di Milano (olio su tela, 70x90), 1952.
- Una fine del mondo (80x100), 1957.
- Duello notturno, 1957.
- Le nuvole (olio su tavola, 55x38), 1957.
- Toc, toc (olio su tela, 30x20), 1957.
- Sorgeva in quel di Saluzzo un albero (olio su cartoncino, 25x35), 1957.
- Maiali volanti (olio su tavola, 24,9x35), 1957.
- Dico a lei, giovanotto!, 1958.
- La Sfinge, 1958.
- La parete (tempera su cartone, 50x72), 1958.
- Allons enfants de la Patrie, 1958.
- I lupi nuotatori (tempera su cartone, 36x50), 1958.
- Ornitophorus (tempera su cartone, 50,5x36,5), 1958.
- Permette, signorina? (olio su tela, 48x40), 1958.
- Gli apriranno? (acrilico su tela, 100x55), 1958.
- I medici condotti (tempera su cartone, 34x49), 1958.
- Le Termopili (tempera e soldatini di piombo su cartone, 50x70), 1958.
- Adieu (olio su tela, 80x60), 1958.
- Il sonno del Lanzichenecco, 1958.
- La morta del solaio (Rebus)  (tempera su tavola, 35x50), 1958.
- Ritratto del Califfo Mash Er Rum e delle sue mogli (olio su cartone, 50x70), 1958.
- Le buone amiche (tempera e occhi di bambola su tavola, 50x70), 1962.
- Il delitto di via Calumi (olio su cartone, 70x100), 1962.
- Il visitatore del mattino (tempera su tela, 99x69), 1963.
- In attesa della telefonata (matite e pastelli su carta, 50x56), 1964.
- Un invadente parlamentare (matita nera e pastelli, china e acquerelli su cartoncino bianco, 35,7x47,4), 1964.
- Le sedie (tempera su cartone, 52x72), 1965.
- La vampira (acrilici su cartone, 73x102), 1965.
- La gattona (acrilici su cartone, 58x79), 1965.
- La casa dei misteri (matita, china e tempera su carta, 47x35,5), 1965.
- Un amore (tempera su tela, 51x72), 1965.
- Il circo Kroll (acrilici su tavola, 70x50), 1965.
- Nella nebbia (acrilici su tavola, 70x50), 1966.
- Miraggio (tempera su carta, 53x29), 1966.
- Uno strano furto (acrilici su tela, 25x40), 1966.
- Santa ingenuità (acrilici su tela, 100x67), 1966.
- Escalation (acrilici su tela, 120x61), 1966.
- Nevicata (acrilici su tela), 1966.
- I due leoni (acrilici su tela, 40x52), 1967.
- Il Babau (acrilici su tela, 80x119), 1967.
- Il vicario di Stinfeld (inchiostri di china e tempera su carta, 28x43), 1967.
- Gli amici di mezzanotte (acrilici su tela, 55x70), 1967.
- L'archeologa e il menhir (acrilici su tela, 65x86), 1967.
- Ritratto di un vecchio nobile austriaco (acrilici su carta, 57x43), 1967.
- Il lampione bis (acrilici su tela, 72x72), 1967.
- Diabolik (acrilici su tela, 60x52), 1967.
- Laide (acrilici su tela, 100x80), 1967.
- I misteri dei condomini (acrilici su tela, 100x65), 1967.
- Strano fenomeno in Piazza Sant'Ignazio bis (china, pastelli e tempera su carta, 50x60), 1967.
- L'urlo (china e acrilici su carta), 1967.
- Sorpresa serale (tempera su tela), 1967.
- Le mille e una notte (acrilici su tela, 50x34), 1968.
- Un utile indirizzo (acrilici su cartone, 36x51), 1968.
- La stanza (olio su tela, 70x45), 1968.
- Il pied-à-terre dell'on. Rongo Rongo (china e tempera su carta, 55x44), 1969.
- Cagnone a San Pellegrino (acrilici su tela, 100x70), 1969.
- La signora gatta (acrilici su cartone, 43x60), 1970.
- La scalata del K2 (acrilico su tela, 70x80), 1970.

## Filmografia
- Il postino di montagna, (1951) (testo)
- La Galleria, cuore e memoria di Milano, regia di Ermanno Olmi (1969) (testo)

### Film tratti da opere di Buzzati
- Un amore, regia di Gianni Vernuccio (1965)
- Il fischio al naso, regia di Ugo Tognazzi (1967)
- La giacca stregata, regia di Massimo Franciosa (1969)
- Un caso clinico, regia di Massimo Franciosa (1972)
- Povero bambino!, regia di Paolo Nuzzi (1973)
- Il deserto dei Tartari, regia di Valerio Zurlini (1976)
- Il segreto del bosco vecchio, regia di Ermanno Olmi (1993)
- Barnabo delle montagne, regia di Mario Brenta (1994)
- La famosa invasione degli orsi in Sicilia, regia di Lorenzo Mattotti (2019)
- Fortezza, regia di Emiliano Aiello e Ludovica Andò (2019)
- Luka, regia di Jessica Woodworth (2023)

## Programmi radiofonici Rai
- La piccola passeggiata, un atto di Dino Buzzati, con la Compagnia di Prosa di radio Milano, regia di Enzo Convalli, trasmessa il 20 agosto 1948